# Заговор сестёр Гарви
За́говор сестёр Га́рви (англ. Bad Sisters, дословно — «Плохие сёстры») — ирландский телесериал в жанре чёрной комедии, вышедший на сервисе Apple TV+ с 19 августа 2022 года. В основу сюжета положен бельгийский сериал «Клан», вышедший на экраны в конце 2011 — начале 2012 года.

## Сюжет
В одном ирландском городе живут пять сестёр: Ива, Грейс, Урсула, Биби и Бекка Гарви. Они давно стали взрослыми, но по-прежнему очень близки друг другу. И всё было бы хорошо, если бы не муж Грейс — Джон Пол. Он рушит карьеру Ивы, вмешивается в личную жизнь Урсулы, из-за него Биби теряет глаз, а Бекка не может открыть свой бизнес. Но главное — он третирует свою жену Грейс. Потихоньку сёстры понимают, что единственный способ покончить с этим человеком — это убить Джона Пола. И вот он умер. Но сотрудники страховой компании, где жизнь Джона Пола была застрахована на крупную сумму, что-то подозревают и начинают собственное расследование обстоятельств смерти своего клиента.

## В ролях
- Шэрон Хорган[англ.] — Ива Гарви, старшая из сестёр, ведущая сотрудница крупного архитектурного бюро, где работает вместе с Джоном Полом. Идейный вдохновитель покушения на Джона Пола, который подсидел её на работе, рассказав шефу компрометирующую информацию о ней.
- Энн-Мари Дафф — Грейс Уильямс, вторая по старшинству из сестёр, домохозяйка, жена Джона Пола.
- Ева Бертистл — Урсула Флинн, средняя сестра, мать троих детей, медсестра. Имеет внебрачную связь, о чём узнал Джон Пол и грозится рассказать об этом мужу Урсулы.
- Сара Грин — Биби Гарви, четвёртая по старшинству из сестёр, лесбиянка и мать приёмного ребёнка. Из-за спровоцированной Джоном Полом аварии потеряла глаз.
- Ив Хьюсон — Бекка Гарви, младшая из сестёр, массажистка. Хотела открыть свой массажный салон, денег на который обещал ей Джон Пол, но потому вдруг без объяснения причин передумал.
- Клас Банг — Джон Пол Уильямс, муж Грейс.
- Брин Глисон — Томас Клаффин, владелец страховой компании «Клаффин и сыновья».
- Дэрил Маккормак — Мэттью Клаффин, младший сводный брат Томаса, сотрудник страховой компании «Клаффин и сыновья».
- Ассаад Буаб[фр.] — Гейбриел, коллега Ивы и Джона Пола.
- Ясмин Акрам[англ.] — Нора Гарви, жена Биби.
- Питер Кунан[англ.] — Бен, фотограф, любовник Урсулы.
- Ллойд Хатчинсон — Джеральд Фишер, шеф Ивы и Джона Пола.
- Шона Керслейк[англ.] — Тереза Клаффин, беременная жена Томаса.
- Нина Лорен — Минна Уильямс, пожилая мать Джона Пола.
- Джонджо О’Нил[англ.] — Донал Флинн, парамедик, муж Урсулы.
- Сейз Куинн — Бланейд Уильямс, дочь Грейс и Джона Пола.
- Майкл Смайли — Роджер Малдон, сосед Грейс и Джона Пола.
- Барри Уорд[англ.] — Фергал Лофтус, полицейский инспектор.

## Список серий
| Сезон | Серии | Серии | Даты показа     | Даты показа     |
| Сезон | Серии | Серии | Первая серия    | Последняя серия |
| ----- | ----- | ----- | --------------- | --------------- |
| 1     | 10    | 10    | 19 августа 2022 | 14 октября 2022 |
| 2     | 8     | 8     | 13 ноября 2024  | 24 декабря 2024 |

### 1 сезон (2022)
| № | Название            | Режиссёр         | Сценаристы                            | Дата премьеры    | Продолжительность (минут) |
| --- | ------------------- | ---------------- | ------------------------------------- | ---------------- | ------------------------- |
| 1 | «Конец»             | Дервла Уолш      | Шэрон Хорган, Дейв Финкель, Бретт Бер | 19 августа 2022  | 49                        |
| Джон Пол Уильямс умер и был похоронен. Сёстры Гарви полагают, что происходившие от этого человека неприятности для них окончены. Но тут выясняется, что страховая компания начинает проведение собственного расследования обстоятельств его смерти. |                     |                  |                                       |                  |                           |
| 2 | «Взорвать негодяя»  | Дервла Уолш      | Дейв Финкель, Бретт Бер               | 19 августа 2022  | 53                        |
| Томас и Мэттью ищут возможность отказать вдове Джона Пола в выплате страховой премии. Одновременно флешбэк переносит зрителей в то время, когда у сестёр Гарви возникла идея заговора по устранению Джона Пола.                                     |                     |                  |                                       |                  |                           |
| 3 | «Печёночный паштет» | Дервла Уолш      | Шэрон Хорган                          | 26 августа 2022  | 55                        |
| В настоящем Томас надеется на помощь полиции. В прошлом Джон Пол вмешивается в личную жизнь Урсулы. |                     |                  |                                       |                  |                           |
| 4 | «Малышка Бекка»     | Юсефина Борнебуш | Карен Коган                           | 2 сентября 2022  | 49                        |
| В настоящем Бекку и Мэттью ждёт сюрприз. В прошлом она начинает жалеть, что понадеялась на помощь Джона Пола. |                     |                  |                                       |                  |                           |
| 5 | «Око за око»        | Юсефина Борнебуш | Эйлбе Кеоган                          | 9 сентября 2022  | 54                        |
| В настоящем Мэттью узнаёт правду о Бекке. В прошлом Биби придумывает сюрприз на день рождения Джона Пола. |                     |                  |                                       |                  |                           |
| 6 | «Всплеск»           | Юсефина Борнебуш | Даниель Каллен                        | 16 сентября 2022 | 55                        |
| В настоящем Томас получает зацепку. В прошлом сёстры Гарви вынуждены принять быстрое и важное решение. |                     |                  |                                       |                  |                           |
| 7 | «Покойся с миром»   | Ребекка Гатвард  | Перри Балтазар                        | 23 сентября 2022 | 49                        |
| В настоящем Томас и Мэттью воссоединяются. В прошлом Джон Пол начинает о чём-то догадываться. |                     |                  |                                       |                  |                           |
| 8 | «Жестокая правда»   | Ребекка Гатвард  | Пол Ховард                            | 30 сентября 2022 | 55                        |
| В настоящем Томас и Мэттью ждут новостей. В прошлом Бекка стремится доказать, что Ива ошибается. |                     |                  |                                       |                  |                           |
| 9 | «Во все тяжкие»     | Ребекка Гатвард  | Шэрон Хорган, Эйлбе Кеоган            | 7 октября 2022   | 49                        |
| В настоящем Мэттью вступает в игру, а Томас сдаёт позиции. В прошлом сёстры Гарви сталкиваются с жестокой реальностью. |                     |                  |                                       |                  |                           |
| 10 | «Спасти Грейс»      | Ребекка Гатвард  | Шэрон Хорган                          | 14 октября 2022  | 58                        |
| Мэттью всё понял. Судьба сестёр Гарви висит на волоске. |                     |                  |                                       |                  |                           |

## Критика
Критики многих изданий обратили своё внимание на сериал. Среди высказанных ими мнений были и такие:
[Сериалы] «Сияющая долина» и «Заговор сестёр Гарви» не являются основоположниками жанров ужасов и триллеров женской мести; но в них делается ставка на использование юмора, что даёт этим жанрам новую жизнь.Оригинальный текст (англ.)“Shining Vale” and “Bad Sisters” don’t send up the horror and avenging-women-thriller genres; they employ humor, strategically and affectionately, to give the genres new life.
«Заговор сестёр Гарви» — это редкое шоу, которое смогло превратить безнадёжность и страдание в острый взгляд на группу женщин, не имеющих другого выхода, кроме как спасти себя самим.Оригинальный текст (англ.)Bad Sisters is a rare show that dares to turn hopelessness and suffering into a poignant look at a group of women with no option but to save themselves.
«Заговор сестёр Гарви» достаточно любопытен для времяпрепровождения, но слишком пуст для действительного удовлетворения.Оригинальный текст (англ.)Bad Sisters is entertaining enough to binge, but it’s too empty to truly satisfy.